# Jaime Yoshiyama
Clemente Jaime Yoshiyama Tanaka (Huancayo, 22 de julio de 1944) es un ingeniero industrial y político peruano de origen japonés. Durante el gobierno de Alberto Fujimori ejerció como ministro de la Presidencia de 1995 a 1997, ministro de Energía y Minas en 1992 y ministro de Transportes y Comunicaciones en 1991. También fue presidente del Congreso Constituyente Democrático desde 1992 hasta 1995.

## Biografía
Jaime Yoshiyama nació en la ciudad de Huancayo, ubicado en el departamento de Junín, el 22 de julio de 1944. Es proveniente de una familia de inmigración japonesa en el Perú.
Realizó sus estudios primarios en el Colegio Salesiano de Huancayo, mientras que los de secundaria los hizo en el Colegio Nacional Santa Isabel y en la Institución Educativa Ricardo Bentín del Distrito de Rímac en la ciudad de Lima. Luego, ingresó a la Universidad Nacional de Ingeniería donde estudió la carrera de Ingeniería Industrial y se graduó con bachiller. Cuenta también con una maestría en Administración de Empresas en ESAN, de la que se graduó en 1969 ocupando el primer lugar. Fue becado por la Universidad Estatal de Míchigan, en la cual se graduó del máster en Administración de Negocios. Luego, fue becado en la Universidad de Harvard, en la que se graduó como máster en Economía y Desarrollo Económico.
En julio de 1990, desempeñó el cargo de presidente de Directorio de Electrolima y luego fue presidente de la Comisión de Privatización de las empresas Públicas (COPRI).
Está casado con María Rosario Sasaki Motonishi y tiene un hijo.

## Carrera política
Jaime Yoshiyama se inicia en el ámbito político cuando colaboró con el gobierno de Albert Fujimori, donde también formó parte del partido Cambio 90.

### Gobierno de Alberto Fujimori
El 8 de enero de 1991, Yoshiyama fue nombrado como ministro de Transportes y Comunicaciones en el gabinete ministerial encabezado por Juan Carlos Hurtado Miller, reemplazando a Eduardo Toledo Gonzáles.
Permaneció en el cargo hasta el 9 de septiembre del mismo año, donde fue reemplazado por Alfredo Ross Antezana. Luego, fue designado por Fujimori como ministro de Energía y Minas el 19 de febrero de 1992 permaneciendo hasta el 11 septiembre del mismo año, donde presentó su renuncia tras su intención de participar en las elecciones constituyentes.

### Congresista Constituyente
Posteriormente, Yoshiyama fundó junto con Alberto Fujimori el partido Nueva Mayoría y luego fue elegido por la alianza Nueva Mayoría - Cambio 90, como congresista constituyente para el periodo 1992-1995. En el Congreso Constituyente Democrático, ejerció como presidente de la Mesa Directiva.
Debido a que los exvicepresidentes, Máximo San Román y Carlos García y García, no reconocieron a Fujimori como presidente, en enero de 1993, el Congreso Constituyente Democrático aprobó una ley constitucional que establecía que «en caso de ausencia o impedimento temporal o permanente del presidente de la república, asume de inmediato sus funciones el presidente del CCD». De esta manera, Yoshiyama fungió como vicepresidente de Alberto Fujimori y hasta lo suplantaba en funciones presidenciales. 
En las elecciones municipales de 1995, Yoshiyama fue anunciado por el gobierno como candidato a la alcaldía de la Municipalidad de Lima por la alianza Cambio 90 - Nueva Mayoría, compitiendo con el opositor Alberto Andrade de Somos Perú. Sin embargo, perdió las elecciones con el 48% de votos.

### Ministro de la Presidencia
El 15 de noviembre de 1995, Yoshiyama asumió como titular del Ministerio de la Presidencia en el segundo gobierno de Fujimori hasta el 13 de septiembre de 1997, siendo reemplazado por Daniel Hokama.

### Elecciones del 2011
En las elecciones generales del 2011, Yoshiyama volvió a la política al ser anunciado por la candidata presidencial Keiko Fujimori como candidato a la segunda vicepresidencia junto a Rafael Rey por Fuerza 2011, en el distrito de Ate. Culminando los procesos en segunda vuelta, la candidatura de Fujimori no obtuvo éxito tras el triunfo de Ollanta Humala.

## Controversias
El 21 de junio del 2006, se le abrió instrucción judicial junto con otros 12 exministros de Alberto Fujimori por estar involucrados con el autogolpe de estado decretado el 5 de abril de 1992.

### Caso Odebrecht
En el 2018, fue sindicado por el exrepresentante de Odebrecht en el Perú, Jorge Barata, de haber recibido dinero para la campaña presidencial de Keiko Fujimori en el 2011. En marzo de ese mismo año, se le dicto una orden de impedimento de salida del país junto con el exministro fujimorista Augusto Bedoya Cámere y el expresidente de la Confiep, Ricardo Briceño.
El 10 de octubre, se le dicto una orden de detención preliminar junto con Keiko Fujimori y otros dirigentes del partido. Desde el 11 de noviembre del 2018, tuvo una orden de captura internacional por supuestamente haber recibido dinero ilícito de la empresa Odebrecht para la campaña presidencial del 2011 de Keiko Fujimori, quien también estuvo detenida. El 11 de marzo de 2019, se entregó a la Justicia y fue internado en el Penal Castro Castro, en donde están personas vinculadas a Fuerza Popular.